# KLG Golden Arrow
La KLG Golden Arrow è una automobile da record di velocità costruita nel 1928 dalla britannica KLG. Conquistò il record di velocità terrestre nel 1929.

## Caratteristiche tecniche

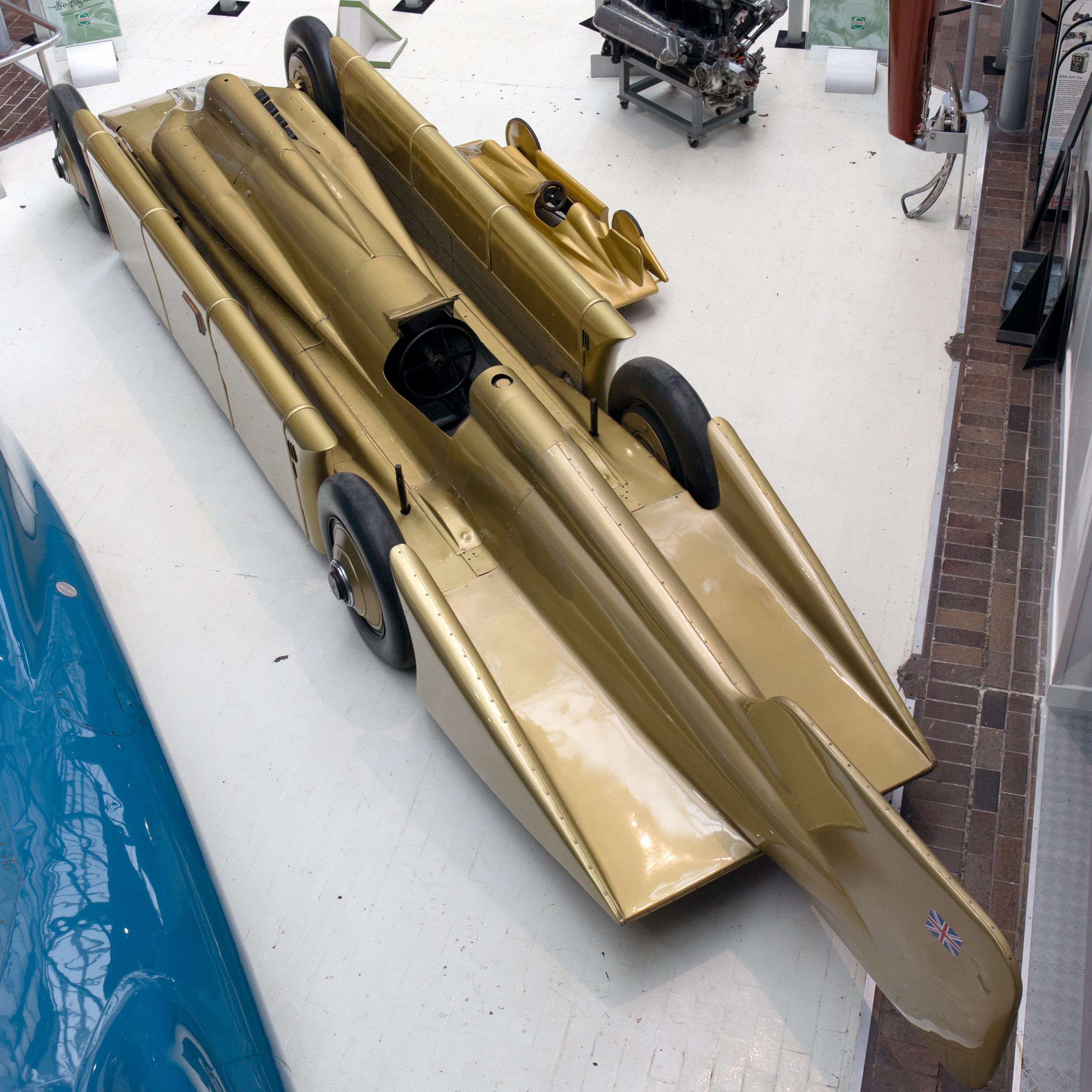
Vista dall'alto

Progettata da Jack Irving, già ideatore due anni prima della Sunbeam 1000 HP, venne costruita nella fabbrica KLG, acronimo dell'irlandese Kenelm Lee Guinness, ex pilota e industriale attivo nella componentistica per auto (fondò la KLG Spark Plugs), nonché nipote del fondatore dell'omonima celebre birreria.
La carrozzeria disegnata da Irving venne realizzata dalla Thrupp & Maberly ed era in alluminio con un design decisamente avveniristico per l'epoca. Il muso era costituito da un basso e largo alettone che saliva con un profilo a freccia (da cui il nome "Arrow") a carenare le tre bancate di cilindri del motore e la carrozzeria avvolgeva completamente la vettura, eccetto le ruote, per terminare con una pinna stabilizzatrice posteriore. Le ruote a raggi erano coperte da un disco di lamiera per migliorare ulteriormente l'aerodinamica e montavano gomme Dunlop garantite per resistere circa 30 secondi alla massima velocità che in teoria poteva avvicinarsi ai 400 km/h.

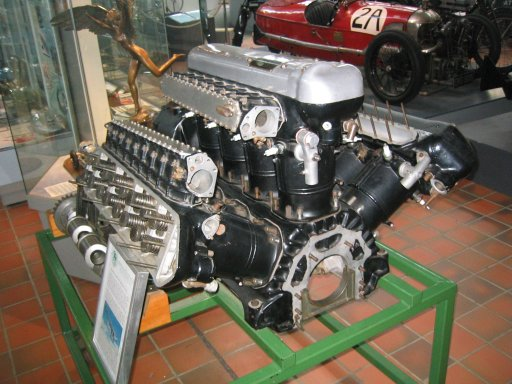
Un Napier Lion esposto al Motorsport and Aviation Museum di Brooklands
Weybridge, Inghilterra

Il motore era un Napier Lion VIIA W12 di derivazione aeronautica, dalla cilindrata di 23948 cm³ (1461 c.i.) a quattro valvole per cilindro e doppio albero a camme in testa della potenza di 930 CV a 3400 giri. Le tre bancate di cilindri, con alesaggio e corsa di 140x130 mm, erano una verticale e le due laterali inclinate di 60°. L'alimentazione era data da un carburatore a triplo corpo e l'accensione doppia con due magneti che alimentavano le 24 candele, due per ogni cilindro, ovviamente KLG.
La frizione servoassistita era del tipo a dischi multipli e innestava un cambio a tre marce, separato dal motore, da cui partivano due semialberi indipendenti per ciascuna delle ruote posteriori, senza differenziale. I tre rapporti del cambio erano stati calcolati per raggiungere le 80 miglia orarie in prima (130 km/h), 165 in seconda (266 km/h) e teoricamente le 246 miglia all'ora in terza (396 km/h).
Il telaio era costituito da due longheroni con sospensioni a balestre e ammortizzatori a frizione. Il posto del pilota era dietro al motore e tra i due semiassi, in una posizione molto bassa e per poter mantenere allineata la macchina, che aveva uno sterzo piuttosto limitato, era dotato di una specie di mirino tra il piccolo parabrezza e la punta del lungo cofano motore in modo che il pilota potesse mantenersi al centro del percorso lanciato. I freni erano a tamburo sulle quattro ruote con servofreno a depressione. Tra le ruote vi era una carenatura che conteneva il liquido di raffreddamento e comprendeva i radiatori di tipo superficiale, anch'essi di impostazione aeronautica, che venivano investiti dal flusso dell'aria per ottenere il raffreddamento.

## Il record

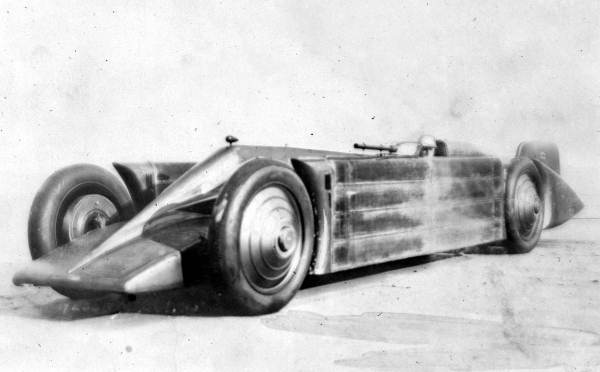
La Golden Arrow nel 1929

Il record di velocità terrestre venne stabilito l'11 marzo 1929 a Daytona Beach, raggiungendo la velocità di 231,36 miglia orarie pari a 372,34 km/h, battendo abbondantemente il precedente record dell'anno prima detenuto dalla White Triplex e che era di 207,55 miglia all'ora (334 km/h).
Dopo questo nuovo primato il pilota Henry Segrave si ritirò dalle competizioni di velocità su terra e fu anche l'unica corsa della Golden Arrow che rimase imbattuta per quasi due anni, fino al record del Campbell-Napier-Railton Blue Bird di Malcolm Campbell del febbraio 1931.